# 沈和
沈和（1411年—？），字用禮，浙江杭州府仁和縣人，民籍。明朝政治人物。進士出身。

## 生平
正統三年（1438年）戊午科浙江鄉試第四十名。正統十年（1445年）乙丑科會試第五十七名，殿試登進士第三甲第十一名。歴官淮安府通判，天顺八年八月升安慶府知府，改江西撫州府知府。

## 家族
曾祖父沈志道。祖父沈文潤。父亲沈富。